# Traktor Tom
Traktor Tom ist eine britische Animationsserie. Zu der Serie wurden außerdem mehrere Kinderbücher veröffentlicht.

## Handlung
Der rote Traktor Tom ist immer freundlich und lebt auf der schön liegenden Springhill Farm bei Bäuerin Fi und Bauer Matt. Gemeinsam mit den Menschen, Tieren, Fahrzeugen und Maschinen dort erlebt er viele Abenteuer und bietet, wenn es geht, seine Hilfe an.

## Produktion und Veröffentlichung
Die Serie wurde von der Contender Group in dem Vereinigten Königreich produziert. Dabei sind 52 Folgen entstanden.
Die deutsche Erstausstrahlung fand am 24. April auf Nick Deutschland statt. Zudem wurde die Serie auf DVD veröffentlicht.

## Episodenliste
| Folge | deutscher Titel           |
| 1     | Was quakt denn da?        |
| 2     | Der magische Traktor      |
| 3     | Apfelsaft                 |
| 4     | Das Lamm                  |
| 5     | Fußballfieber             |
| 6     | Die Waschanlage           |
| 7     | Der fliegende Buzz        |
| 8     | Wo ist Wheezy?            |
| 9     | Sport und Torte           |
| 10    | Schafe im Farbpelz        |
| 11    | Buzz will helfen          |
| 12    | Die Schatzsuche           |
| 13    | Karneval auf der Farm     |
| 14    | Musikchaos                |
| 15    | Mo mag nicht muhen        |
| 16    | Die neue Vogelscheuche    |
| 17    | Nachtwache                |
| 18    | Das große Picknick        |
| 19    | Was ich am liebsten mag   |
| 20    | Gärtner Tom               |
| 21    | Traktor-Tennis            |
| 22    | Verrückte Hühner          |
| 23    | Ferien für Fi             |
| 24    | Das schönste Geschenk     |
| 25    | Viel Arbeit für Tom       |
| 26    | Das große Rodeo           |
| 27    | Eine Aufgabe für Buzz     |
| 28    | Schafe vor, noch ein Tor! |
| 29    | Toms Geheimversteck       |
| 30    | Alles hängt fest          |
| 31    | Die Belohnung             |
| 32    | Anhängerärger             |
| 33    | Tom hat Motorweh          |
| 34    | Die neue Maschine         |
| 35    | Buzz der Retter           |
| 36    | Monster auf der Farm      |
| 37    | Tom als Hundesitter       |
| 38    | Ein ruhiger Ort           |
| 39    | Dusty will nicht duschen  |
| 40    | Das Schafsrennen          |
| 41    | Fi ist krank              |
| 42    | Die Farmparade            |
| 43    | Rora im Regen             |
| 44    | Wheezy lernt fliegen      |
| 45    | Rev, der Held             |
| 46    | Tom und die wilden Tiere  |
| 47    | Das Springhill-Lied       |
| 48    | Das Ernteduell            |
| 49    | Der Möhrenwalzer          |
| 50    | Das geheimnisvolle Ei     |
| 51    | Ein cooler Truck          |
| 52    | Enten auf Durchreise      |